# Збандут Іван Васильович
Іва́н Васи́льович Збандут — український спортсмен-пауерліфтер та тренер, 1999 — заслужений тренер України, 2007 — почесний працівник фізичної культури і спорту, 2010 — заслужений працівник фізичної культури і спорту України.

## Життєпис
Навчався в СПТУ-1 Маріуполя, 1977 закінчив навчання у Донецькому державному інституті здоров'я, фізичного виховання і спорту, викладач.
1997 року став працювати тренером у громадській організації «Вінгс-Спорт» Маріуполя.
З 1999 року — президент Донецької обласної федерації пауерліфтингу.
З 2004 року — президент Всеукраїнської федерації з пауерліфтингу.

## Спортивні досягнення
Протягом десяти років підготував дев'ять майстрів спорту України міжнародного класу (Гуминська Леся Олександрівна), двоє чемпіонів світу, велику кількість чемпіонів, призерів та рекордсменів України, світу і Європи.
2009 року визнаний найкращим президентом федерації серед федерацій, які представляють неолімпійські види спорту.